# Flodbredvin
Flodbredvin (Vitis riparia), også skrevet Flodbred-Vin, er en løvfældende lian med klatretråde. Bærrene smager forskelligt, men ofte er de ret syrlige helt indtil løvfald, hvor de har vundet mere sødme.

## Beskrivelse
Barken er først glat og lysegrøn, men senere bliver den rødbrun og prikket. Gamle grene får en askegrå bark, der falder af i strimler. Knopperne er spredtstillede, lysegrønne og smalt ægformede.
Bladene er langstilkede og runde eller bredt ægformede med groft tandet rand. Femlappede blade med dybe indskæringer ses af og til. Høstfarven er klart rød eller bordeauxfarvet. Blomstringen sker i maj-juni, hvor man finder blomsterne samlet i stande overfor bladene. Blomsterne er små og gulgrønne. Frugterne er runde, blå til sorte bær med 2-4 frø.
Rodsystemet er veludviklet med kraftige hovedrødder.
Højde x bredde og årlig tilvækst: 24 x 3 m (200 x 20 cm/år).

## Hjemsted
Arten har den største udbredelse af de amerikanske arter, og den findes fra det sydøstlige Canada til Texas. Den er knyttet til letskyggede voksesteder med humusrig og fugtig jord, og den foretrækker flodbredder, skovlysninger og -bryn samt krat.
I Barnum Gully Woods, som ligger i Ontario, Canada, lige nord for Lake Erie findes arten i en skov på sandet bund sammen med bl.a. giftsumak, amerikansk asp, canadisk gyldenris, grøn pil, hjortetaktræ, pilekornel, rundbladet kornel, skavgræs og virginsk hæg

## Trivia
Det diskuteres blandt arkæologer, om flodbredvin kan have været den "vin", der omtales i Leif den Lykkeliges saga. Kendsgerningen er, at der er mere end 1.000 km fra L'Anse aux Meadows, hvor ruinerne af den hidtil eneste vikingeboplads ligger, til artens voksested i New Brunswick.
| Portal | Portal:Botanik |